# Sophie Gail
Pour les articles homonymes, voir Gail.
Sophie Gail, née Garre le 28 août 1775 à Paris (paroisse Saint-Sulpice) et morte le 24 juillet 1819 dans la même ville, est une compositrice française.

## Biographie

### Enfance
Edmée Sophie Garre naît à Paris le 28 août 1775. Elle est la fille d’un habile chirurgien à qui son mérite avait valu le cordon de Saint-Michel, et qui était lié d’amitié avec beaucoup d’artistes et de gens de lettres. Sophie Garre prend de bonne heure le goût des arts, et ses heureuses dispositions pour la musique se développent dès l’enfance par les encouragements qu’elle reçoit. À douze ans, elle possède déjà un talent remarquable pour le piano, elle chante, sinon avec méthode, au moins avec goût, et dès 1790, elle fait insérer dans les journaux de chant de La Chevardière et d’Antoine Bailleux des romances et des chansonnettes, prélude des œuvres auxquelles elle devra plus tard sa brillante réputation.

### Mariage et vie privée
Lorsqu’elle atteint sa dix-huitième année, sa famille lui fait épouser l’helléniste Jean-Baptiste Gail, de 20 ans son aîné, union dont elle a un fils, le futur classiciste Jean-François Gail, mais qui ne sera pas heureuse. Une incompatibilité d’humeur et de goûts amène, au bout de quelques années, une séparation devenue nécessaire qui permet à Sophie Gail de se livrer avec ardeur à son penchant pour la musique, et de faire des études de chant sous la direction de Bernardo Mengozzi (ca). Après son divorce, en 1801, Sophie Gail mène une vie très libre et a ses quatre fils de quatre pères différents. De ceux-ci, Francisque sera littérateur ; Théodore épousera une des filles de la romancière Sophie Gay et un autre, la fille du général comte Delaborde.

### Musicienne
La Révolution avait ruiné son père ; elle n’est pas riche, et elle sent la nécessité d’utiliser ses talents. Ce qui la décide à voyager pour donner des concerts. Après avoir visité les provinces méridionales de la France, elle parcourt l’Espagne, et recueille partout des applaudissements.
De retour à Paris, elle compose des romances charmantes qui sont accueillies avec transport. Dès 1797, elle donne un échantillon de son instinct dramatique en écrivant deux airs pour le drame de Montant, que Duval fait représenter au théâtre de la Cité. Ce premier essai est suivi d’un opéra en un acte, composé pour un théâtre de société, et auquel Méhul donne des éloges.
Le besoin d’études plus sérieuses qu’elle n’en a faites jusque-là dans l’art d’écrire, se fait sentir à son esprit : elle résout de compléter son instruction, se confie aux soins de François-Joseph Fétis, suit un cours d’harmonie et de contrepoint, qu’elle achève sous la direction de François-Louis Perne et de Sigismond von Neukomm, après que son premier maître a quitté Paris. Elle se perfectionne en chant avec Pierre-Jean Garat.

### Opéras
Les succès qu’obtiennent ses compositions fugitives dans le monde lui font désirer depuis longtemps d’essayer ses forces pour la scène ; sa première tentative est heureuse, avec les Deux Jaloux, opéra comique représenté, en 1813, au théâtre de l'Opéra-Comique. C’est le premier de ce genre qu’une femme ait produit. Le très grand succès de cet ouvrage, dont le mérite principal tient dans le naturel des mélodies de quelques airs, est complet dès sa création. On y trouve aussi un trio en canon d’un effet agréable dans cet opéra qui s'est maintenu au répertoire dans toute la France pendant la première moitié du XIXe siècle. La même année, Sophie Gail donne au théâtre Feydeau  Mademoiselle de Launay à la Bastille, opéra-comique en un acte qui, quoiqu’il y eût de jolies choses dans la musique, ne réussit pas.
En 1814, deux opéras de Sophie Gail sont donnés au théâtre Feydeau. Pour le premier, Angela, ou l’atelier de Jean Coutin, opéra-comique composé avec François-Adrien Boieldieu ; quelques morceaux de la musique sont applaudis, mais la pièce est reçue avec froideur. Le second ouvrage, la Méprise, est plus malheureux encore qu’Angela.

### Romances
En 1816, Sophie Gail part pour Londres, où elle se fait entendre avec succès comme cantatrice dans le genre de la romance. De retour à Paris, elle compose pendant quelque temps des pièces légères, et fait paraître trois recueils de nocturnes français et italiens, ainsi qu’un grand nombre de romances, dont Vous qui priez, priez pour moi, la Jeune et Charmante Isabelle ; N’est-ce pas elle ; Heure du soir ; le Souvenir du diable ; Viens écouter ce doux serment, la tyrolienne, Celui qui sut toucher mon cœur et la barcarolle O Pescator dell’onda. La forme de ces productions est nouvelle et sont imitées depuis lors, mais avec moins de bonheur.

### Retour à l'opéra
Après un repos de plusieurs années, Sophie Gail revient à sa carrière dramatique par l’opéra de La Sérénade (en 1818), arrangé d’après la comédie de Regnard par Sophie Gay. Le succès de cet ouvrage, grâce à l’expression scénique de sa musique, est complet, mais ce sera la dernière production de Sophie Gay. Peu de temps après la première représentation de la Sérénade, Sophie Gail part avec Angelica Catalani pour l’Allemagne où elle donne quelques concerts avec cette cantatrice célèbre dans les villes principales, particulièrement à Vienne, mais elle ne tarde pas à revenir à Paris.
La composition de plusieurs opéras, qu’elle destine au théâtre Feydeau, l’occupe tout entière, et elle s’y livre avec ardeur, lorsqu’elle succombe aux atteintes d’une maladie de poitrine, à l’âge de quarante-trois ans. Elle est inhumée aux côtés de son mari et de son fils au cimetière du Père-Lachaise.

## Postérité
Après la mort de Sophie Gail, on a publié deux recueils de nocturnes et un cahier de romances qu’elle avait laissés en manuscrit.

« La réunion de talents qu’on trouvait en Mme Gail la rendait fort remarquable. Profondément musicienne, elle accompagnait la partition avec aplomb et intelligence, chantait avec goût et avec beaucoup d’expression, formait de très-bons élèves, et composait avec facilité de jolies choses qui ont obtenu une vogue décidée. Douée d’ailleurs de beaucoup d’esprit et d’un caractère aimable, elle semblait n’attacher aucun prix à ces avantages, et savait se faire pardonner sa supériorité sur les autres femmes par celles mêmes qu’elle éclipsait. Elle avait beaucoup d’amis, et elle eut le rare bonheur de les conserver »

— François-Joseph Fétis, Biographie universelle des musiciens.

## Œuvres (opéras)
- Les Deux Jaloux (1813)
- Mademoiselle de Launay à la Bastille (1813)
- Angela (1814)
- La Méprise (1814)
- La Sérénade (1818)

## Sources
- François-Joseph Fétis, Biographie universelle des musiciens, t. 3, Paris, Firmin Didot frères, 1869, p. 382-3.
- Notice d'Érik Kocevar dans Dictionnaire de la Musique en France au XIXe siècle, p. 495.
- Florence Launay, Les Compositrices en France au XIXe siècle, Paris, Fayard, 2006.
- Yves Gérard, « Luigi Boccherini and Madame Sophie Gail », The Consort, no xxiv,‎ 1967, p. 294–309.